# Тимошенко Георгій Анатолійович
Гео́ргій Анато́лійович Тимош́енко (1 червня 1966, Київ) — український шахіст, гросмейстер (1994).

## Біографія
Першого великого успіху досяг 1988 року, ставши чемпіоном Москви після додаткового матч-турніру з Олексієм Кузьміним та Сергієм Гореловим.
У наступні роки неодноразово здобував призові місця на міжнародних турнірах, зокрема:
1988 — перемога в Манагуа, високі результати в Пловдиві, Пулі та Белграді;
1989 — 1–3 місце в Таллінні (Меморіал Пауля Кереса), 2–7 місце в Москві (GMA Open);
1990 — переможець відкритого чемпіонату Канади (Едмундстон);
1992—1999 — перемоги та поділи перших місць у Воскресенську, Бухаресті, Граці, Белграді, Берліні, Каїрі, Арко, «World Open» (Філадельфія), Зеефельд-ін-Тіроль;
2000—2008 — успіхи в Таллінні, Парижі, Надьканіжі, Сіднеї, Сиракузах, Ла Лагуні, Риєці;
2010 — перемога в Катманду.
Чотириразовий учасник чемпіонатів України (найкращий результат — поділ 7—8 місць у 1992 році).
Тричі перемагав у клубних чемпіонатах України (1996, 1997, 2000), а також виграв чемпіонат світу серед міст у складі команди «Донбас» (Джакарта, 1997).
Брав участь у зональних турнірах ФІДЕ 1993 року (Миколаїв, 22 місце) та 2000 року (Орджонікідзе, 19 місце).
Серед найзначніших досягнень початку XXI століття — п'яте місце на чемпіонаті Європи 2001 року та участь у чемпіонаті світу 2001—2002 за нокаут-системою, де він поступився в першому колі болгарину Александру Делчеву.
Найвищого рейтингу FIDE (2595) Тимошенко досяг 1 липня 1998 року, посідаючи тоді 88–95 місце у світовому рейтингу та 6-те серед українських шахістів.
Окрім змагальної практики, Тимошенко активно працює тренером. Серед його учнів — перший майстер спорту з шахів на Ямайці та численні спортсмени з різних країн.

## Турнірні результати

### Чемпіонати України
Георгій Тимошенко зіграв у чотирьох фінальних турнірах чемпіонатів України, набравши загалом 21½ з 38 можливих очок (+13-8=17).
| Рік  | Місто       | Турнір                 | + | − | = | Результат | Місце |
| ---- | ----------- | ---------------------- | - | - | - | --------- | ----- |
| 1992 | Сімферополь | 61-й чемпіонат України | 5 | 4 | 5 | 7½ з 14   | 7—8   |
| 1994 | Алушта      | 63-й чемпіонат України | 5 | 1 | 3 | 6½ з 9    | 7—12  |
| 1996 | Ялта        | 65-й чемпіонат України | 2 | 2 | 7 | 5½ з 11   | 42—54 |
| 2006 | Полтава     | 75-й чемпіонат України | 1 | 1 | 2 | 2 з 4     | 1/8   |